# 馬亞木
馬亞木（英語：Ma Ah Muk；1931年—2024年3月17日），原名馬木林，是香港最大規模的專線小巴經營商冠榮車行的創辦人，由於他擁有最多的專線小巴路線及小巴，被譽為「小巴大王」。他亦是全球最昂贵的商业大厦「中环中心」的最大股东。

## 生平
出生於中國廣東省潮州市，十七歲隻身到香港謀生，在紅磡大環山木屋區居住後改建為七層徙置樓居住（至今馬亞木集團旗下的小巴車門仍貼有其早期地址「九龍紅磡大環山新邨二座地下11-13」，該地現已重建為紅磡邨）。1952年創立「廣發隆」米行和洗衣店。
由于籌措資金困難，米業商人每以義會形式集結資金。1960年代政治動盪，通脹高企。馬氏每次先用高息標頭會，囤積存貨，善價而沽。1967年香港暴動期間，因香港糧食短缺，奇貨可居，存貨身價暴漲，進而獲得第一桶金的開始。六七暴動後，港府籌報且為免九巴在罷工期間大量停駛，造成以輕工業為支柱的香港經濟損失，將普通客車轉為黑白階磚仔客車繼續以載客為主營業，實行牌車分離，有牌者方可更換車輛，作為管制，手持該類牌照者，可自由轉讓。當時牌價約五千至八千港元，司機工人工資一二百元。政府限制小巴發牌行動，造就馬氏一帆風順的開始。
從事米業生意的馬亞木，手頭積聚十萬計鈔票，為資金尋找出路。時黑白階磚仔客車載客量并無規定超載嚴重，其後立法局修訂小巴條例，將該類車輛載客量定為最多十四人，其姪兒馬振達剛從六七暴動中吃過甜頭，得以取得公共小型巴士十四座牌照，馬氏一問姪兒該車狀況，決心積極轉型投資公共交通。冠榮車行於1970年代與友人合資創立，沿用米業義會方式集資，先標會後付款，當時牌價約萬多兩萬港元。1977專線小巴法例前，馬亞木已積累廿多牌照，銀行業改革，以兩成首期供款十年還有餘額，於是加快轉業專注小巴業務。1979年投得黃大仙往慈雲山37號專線服務，加上該區陸續興建入伙，大量乘客更助長一代商賈的誕生，至今壟斷全港專線小巴的絕大部分利潤。其子馬僑生、馬僑武和馬僑文同為冠榮車行的股東。
馬氏以不同的子公司的名義，擁有約600輛16-19座位小巴，經營了近60條專線小巴路線。此外，他也有經營非專營巴士、出租公共小巴、維修小巴、安裝顯示車速裝置、的士出租等業務。單是冠榮車行持有的小巴牌價就已值80億港元。馬亞木亦投資物業，主要集中於銅鑼灣，旺角，彌敦道和上環，2015年至2016年先後從領展購入三個商場，包括葵興商場、嘉福商場及石蔭商場，被譽為全港數一數二的「舖王」及合資江蘇省的鎮江百貨城，每位投資者各出一億港元及與億京發展合作地產項目。此外，馬氏亦於幕後掌控數個保險，管理，酒店和酒樓業務公司的大權，同時投資股票和經營全港最大的水療王國，及在內地投資科研技術，個人資產以數百億港元計，順利躋身於香港百億富豪之列，是香港數一數二的大家族。現由其子馬僑生、馬僑武和馬僑文逐步接掌家族事業。
馬氏作風極為低調，鮮有在公開場合露面，行蹤亦非常保密。其三名兒子均衣著樸素，並僅以普通車款代步，可謂香港典型的隱形富豪家族。馬亞木本人由美國科羅拉多哈頓大學譽為「世界傑出華人」，並頒授榮譽工商管理博士學位。
2024年3月17日，馬亞木於香港浸會醫院逝世，積閏享壽96歲，其喪禮將於世界殯儀館舉行，之後其靈柩將移送至澳門孝思墓園。

## 資產
- 中環中心

## 延伸閱讀
- South China Morning Post: From minibuses to world’s most expensive tower: how Hong Kong tycoon Ma Ah Muk made and kept a fortune （页面存档备份，存于）（英文）